# غريغ جيبسون (حكم كرة قاعدة)
غريغ جيبسون (بالإنجليزية: Greg Gibson)‏ هو حكم كرة قاعدة ‏ أمريكي، ولد في 2 أكتوبر 1968 في أيرنتون في الولايات المتحدة.